# 颜建刚
颜建刚（1985年—），云南永胜人，汉族，中华人民共和国政治人物、第十二届全国人民代表大会解放军代表。
毕业于昆明陆军学院步兵指挥专业。加入中国共产党。2013年，担任全国人大代表。